# Strathocles albipulla
Strathocles albipulla är en fjärilsart som beskrevs av Paul Dognin 1914. Strathocles albipulla ingår i släktet Strathocles och familjen nattflyn. Inga underarter finns listade i Catalogue of Life.